# Gundi Busch
Inge Gundula Busch, coniugata Johansson, detta Gundi (Milano, 29 aprile 1935 – Stoccolma, 31 gennaio 2014), è stata una pattinatrice artistica su ghiaccio e allenatrice di pattinaggio su ghiaccio tedesca, campionessa mondiale ed europea nel singolo di figura nel 1954.

## Biografia
Figlia di un industriale tedesco, Gundi Busch nacque in Italia, ma durante la Seconda guerra mondiale la sua famiglia si trasferì prima nei Paesi Bassi, ad Haarlem, poi si stabilì definitivamente in Germania. Iniziò a pattinare a quattro anni e mezzo, quando ancora viveva in Italia. In Germania, si allenava sotto la guida di Thea Frenssen, quattro volte campionessa nazionale tra il 1913 e il 1918, integrando la preparazione sul ghiaccio con lezioni di danza. A ciò si aggiunsero diversi periodi di perfezionamento nel Regno Unito.
La sua carriera agonistica si concentrò in quattro stagioni, dal 1951 al 1954. Il primo anno, non ancora sedicenne, fu terza ai campionati nazionali, sesta agli europei e decima ai mondiali. Nel 1952 fu settima agli europei, ottava alle Olimpiadi di Oslo e sesta ai mondiali. Subito dopo le Olimpiadi o dopo i mondiali, molte delle pattinatrici di vertice si ritirarono, lasciando così spazio alle atlete più giovani. Non ancora diciottenne, nel 1953 Gundi Busch diventò campionessa nazionale e campionessa europea, mentre ai mondiali fu argento dietro alla statunitense Tenley Albright. Il 1954 fu il suo anno d'oro: si riconfermò campionessa nazionale ed europea, e vinse anche il titolo mondiale, complice la caduta della sua rivale sportiva Albright che era in testa dopo gli obbligatori.
Al termine di quella stagione lasciò le competizioni, a soli diciannove anni. Accettò l'offerta della famosa rivista sul ghiaccio Holiday on Ice, e pattinò come professionista per due anni. Nel 1956 lasciò lo spettacolo e si sposò con il giocatore di hockey su ghiaccio Gösta "Lill-Lulle" Johansson, medaglia di bronzo con la Svezia alle Olimpiadi di Oslo. Si trasferì poi con il marito e il figlio in Svezia, dove in seguito lavorò come allenatrice.

## Palmarès
| Internazionali            | Internazionali | Internazionali | Internazionali | Internazionali |
| Evento                    | 1951           | 1952           | 1953           | 1954           |
| ------------------------- | -------------- | -------------- | -------------- | -------------- |
| Giochi olimpici invernali |                | 8°             |                |                |
| Campionati mondiali       | 10°            | 6°             | 2°             | 1°             |
| Campionati europei        | 6°             | 7°             | 2°             | 1°             |
| Nazionali                 |                |                |                |                |
| Campionati tedeschi       | 3°             | 2°             | 1°             | 1°             |